# (5005) Kegler
(5005) Kegler es un asteroide perteneciente al cinturón de asteroides, descubierto el 16 de octubre de 1988 por Seiji Ueda y el astrónomo Hiroshi Kaneda desde el Kushiro Marsh Observatory, Hokkaido, Japón.

## Designación y nombre
Designado provisionalmente como 1988 UB. Fue nombrado Kegler en honor al jesuita alemán Ignatius Kegler que trabajó durante 29 años como astrónomo real en Pekín.

## Características orbitales
Kegler está situado a una distancia media del Sol de 2,252 ua, pudiendo alejarse hasta 2,638 ua y acercarse hasta 1,867 ua. Su excentricidad es 0,171 y la inclinación orbital 1,307 grados. Emplea 1235 días en completar una órbita alrededor del Sol.

## Características físicas
La magnitud absoluta de Kegler es 14,7. Tiene 3,484 km de diámetro y su albedo se estima en 0,231.